# Nueva normalidad

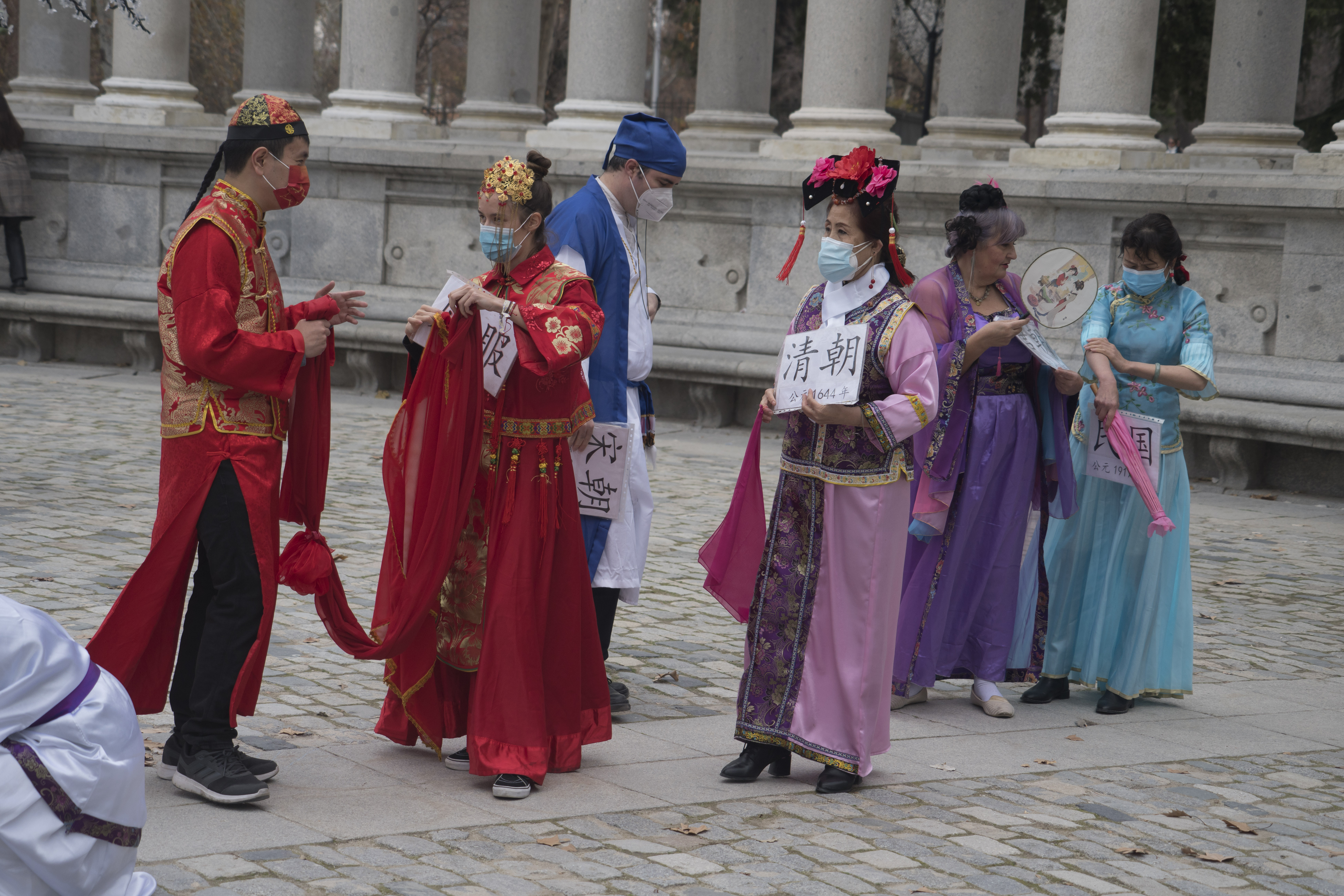
Ensayo para celebrar el año nuevo, en diciembre del 2021 (Parque del Retiro, Madrid).

El término nueva normalidad es una expresión de los ámbitos de la economía, las finanzas y el comportamiento social en general acuñada para describir las condiciones financieras generadas tras la crisis de 2008, las secuelas de la gran recesión y especialmente la pandemia de COVID-19 causada por el virus SARS-CoV-2. Desde entonces, el término se ha utilizado en una variedad de contextos para dar a entender que algo que antes era anómalo ahora es común. «El filósofo y científico político austriaco Paul Sailer-Wlasits, en cambio, adoptó "das neue Normal" en un artículo académico para referirse al populismo de corte trumpiano que ha tomado fuerza en el último lustro».

## Crisis financiera de 2007-2008
El primer uso de la expresión se remonta a un artículo publicado el 18 de mayo de 2008 en Bloomberg News, por los periodistas estadounidenses Rich Miller y Matthew Benjamin, que llevaba por título «Post-Subprime Economy Means Subpar Growth as New Normal in U.S.» («La economía post-subprime hace que el crecimiento por debajo de la media sea la nueva normalidad en EE. UU.»). La misma expresión fue reutilizada por el fondo de inversión estadounidense PIMCO a principios de 2009 para advertir a economistas y políticos de los países desarrollados de que la vuelta a la situación previa a la crisis financiera de 2007-2008 sería más compleja e incierta de lo esperado. En 2010, Mohamed A. El-Erian, uno de los responsables de PIMCO, declaró en una charla que «nuestro uso del término fue un intento de situar la discusión más allá de la noción de que la crisis era una mera herida superficial... al contrario, la crisis ha calado hondo. Fue el resultado inevitable de un período extraordinario de varios años que fue de todo menos normal». Desde entonces, la expresión ha sido utilizada en Estados Unidos por diversos medios de comunicación, como ABC News y BBC News.

## La nueva normalidad china
En 2012, la economía de China empezó a mostrar una marcada desaceleración, con tasas de crecimiento que pasaron de cifras de dos dígitos a cifras alrededor del 7% en 2014. En 2014, el Secretario General del Partido Comunista de China, Xi Jinping, declaró que China estaba entrando en una "nueva normalidad" (en chino: 新常态). Este término fue popularizado posteriormente por la prensa y terminó por referirse a las expectativas de unas tasas de crecimiento del 7% en China para el futuro previsible. Fue el indicativo de la anticipación del gobierno chino a un crecimiento económico moderado, pero quizás más estable a medio y largo plazo.

## Crisis por la pandemia de COVID-19
Con motivo de la pandemia de COVID-19, y en referencia a la poscuarentena, diversos gobiernos se han referido a la nueva normalidad para describir un período de retorno paulatino y por etapas a diversas actividades sociales y económicas, período que se caracteriza por el distanciamiento social y el uso obligatorio de mascarillas por parte de la población.